# フランマースフェルト
フランマースフェルト (独: Flammersfeld)はドイツ連邦共和国 ラインラント＝プファルツ州アルテンキルヒェン郡にある町村。ヴェスターヴァルト山地にあり、コブレンツの北約35kmに位置する。
フランマースフェルト連合自治体 (独: Verbandsgemeinde Flammersfeld) の行政庁所在地でもある。